# (6344) 1993 VM
(6344) 1993 VM es un asteroide perteneciente al cinturón de asteroides, región del sistema solar que se encuentra entre las órbitas de Marte y Júpiter, descubierto el 7 de noviembre de 1993 por Seiji Ueda y el astrónomo Hiroshi Kaneda desde el Kushiro Marsh Observatory, Hokkaido, Japón.

## Designación y nombre
Designado provisionalmente como 1993 VM. 

## Características orbitales
1993 VM está situado a una distancia media del Sol de 2,246 ua, pudiendo alejarse hasta 2,508 ua y acercarse hasta 1,983 ua. Su excentricidad es 0,116 y la inclinación orbital 3,823 grados. Emplea 1229,66 días en completar una órbita alrededor del Sol.

## Características físicas
La magnitud absoluta de 1993 VM es 13,8.